# Collegium musicum Fluminense
Collegium musicum Fluminense je ansambl za staru glazbu na baroknim glazbalima, osnovan 1987. u Rijeci (Hrvatska).
Od osnutka umjetnički mu je voditelj David Stefanutti, a čine ga akademski glazbenici koji su ujedno članovi kulturno umjetničke udruge Fratellanza pri Zajednici Talijana u Rijeci.
Pored poznatih baroknih majstora "Collegium musicum Fluminense" izvodi i djela manje poznatih autora kao i djela hrvatskih skladatelja. U interpretaciji ansambl teži spajanju povijesnih činjenica (autentični način izvođenja) i suvremenog umjetničkog pristupa. Suradnjom s pjevačima i solistima nastoji se širiti glazbeni repertoar i ilustrirati živost, raznolikost i izražajnog komorne glazbe od ranog baroka do bečkog klasicizma.
U tijeku svoje kontinuirane i bogate koncertne aktivnosti djelujući u gotovo istom sastavu ansambl je ostvario vrijedne uspjehe kako u zemlji tako i u inozemstvu.

## Poveznice
- David Stefanutti
- Roberto Haller